# Berlin (Pennsylvania)
Berlin is een plaats (borough) in de Amerikaanse staat Pennsylvania en valt bestuurlijk gezien onder Somerset County.

## Demografie
Bij de volkstelling in 2000 werd het aantal inwoners vastgesteld op 2192.
In 2006 is het aantal inwoners door het United States Census Bureau geschat op 2116,.

## Geografie
Volgens het United States Census Bureau beslaat de plaats een oppervlakte van
2,3 km², geheel bestaande uit land. Berlin ligt op ongeveer 708 m boven zeeniveau.